# Главное управление социального воспитания и политехнического образования детей
Главное управление социального воспитания и политехнического образования детей (Главсоцвос Наркомпроса РСФСР) — структурное подразделение Наркомпроса, в чьи функции входило руководство дошкольными учреждениями, общеобразовательными школами, социально-правовой охраной детей и контроль за повышением квалификации всех работников социального воспитания.

## История
Управление образовано Декретом СНК РСФСР 11 февраля 1921 г. Ликвидировано в июне 1930 г. в связи с реорганизацией Наркомпроса, функции переданы школьному сектору Наркомпроса РСФСР, а точнее, сектору массовой полит.-просвет. и шк. работы (зав. А. П. Шохин). В 1933 эти функции переданы управлениям нач. и ср. школ (начальник М. С. Эпштейн), дет. домов, дошк. учреждений Наркомпроса, а также К-ту по всеобщему нач. обучению при СНК РСФСР..

## Функции и сфера деятельности
Учреждён с целью защиты детства, в его ведении находились детские дома, дошкольные учреждения и другие учреждения. Г. руководил деятельностью массовых школ 1-й и 2-й ступеней, опытных станций и опытно-показательных школ, а также методическим обеспечением, разработкой учебных программ и планов, составлением учебников и учебных пособий для общеобразовательных учебных заведений всех типов.
В тесном сотрудничестве с научно-педагогической секцией Государственного учёного совета (ГУСа) Главсоцвос разрабатывал учебные планы и программы, руководил составлением учебников, учебных и методических пособий.
Также, в ведении Главсоцвоса была издательско-просветительская работа и руководство массовыми периодическими изданиями, такими как детский журнал Ёж и научно-теоретический журнал по проблемам физической культуры и спорта Теория и практика физической культуры.

## Руководство
В разное время Главсоцвос возглавляли:
- В.А. Невский (1921, февраль-октябрь[5])[6][7][8]
- Н.Н. Иорданский (1921, октябрь-1922, июнь[9])[10]
- О.Л. Бем (1922-25) (годы жизни: 1892-1938; член ГУСа, член коллегии Наркомпроса[11], должность по положению дел на декабрь 1937 г. - зам. начальника Управления высшей школы Наркомата просвещения РСФСР; арестован 17 декабря 1937 г., приговорен и расстрелян 14 июня 1938 г.[12]) и
- М.С. Эпштейн (с 1925 г.) (годы жизни: 1890-1938; в структурах Наркомпроса с 1923 г.; в 1929–1937 гг. заместитель наркома просвещения РСФСР; в 1930-е гг. член правления Исследовательского института научной педагогики при 2-м МГУ[13]; арестован 15 октября 1937 г., приговорен и расстрелян 3 сентября 1938 г.[14]).

## Документы и исторические источники
Архив Главсоцвоса:
- ГАРФ, фонд А-1575[15]
- Опись архива Главсоцвоса в ГАРФ